# Município de Richland (condado de Clinton, Ohio)
O município de Richland (em inglês: Richland Township) é um município localizado no condado de Clinton no estado estadounidense de Ohio. No ano de 2010 tinha uma população de 3.573 habitantes e uma densidade populacional de 40,8 pessoas por km².

## Geografia
O município de Richland encontra-se localizado nas coordenadas 39° 29′ 00″ N, 83° 38′ 29″ O. Segundo a Departamento do Censo dos Estados Unidos, o município tem uma superfície total de 87.56 km², da qual 87,07 km² correspondem a terra firme e (0,56 %) 0,49 km² é água.

## Demografia
Segundo o censo de 2010, tinha 3.573 habitantes residindo no município de Richland. A densidade populacional era de 40,8 hab./km². Dos 3.573 habitantes, o município de Richland estava composto pelo 97,15 % brancos, o 0,78 % eram afroamericanos, o 0,25 % eram amerindios, o 0,25 % eram asiáticos, o 0,25 % eram de outras raças e o 1,32 % eram de uma mistura de raças. Do total da população o 1,04 % eram hispanos ou latinos de qualquer raça.